# Esqui alpino nos Jogos Paralímpicos de Inverno de 2010 - Super combinado feminino
As competições femininas do super combinado do esqui alpino nos Jogos Paraolímpicos de Inverno de 2010 serão disputadas no Whistler Creekside em 20 de março.

## Medalhistas
| Medalha | Atletas sentadas    | Atletas em pé            | Deficientes visuais    |
| ------- | ------------------- | ------------------------ | ---------------------- |
| Ouro    | USA Stephani Victor | CAN Lauren Woolstencroft | SVK Henrieta Farkasova |
| Prata   | AUT Claudia Loesch  | FRA Solene Jambaque      | CAN Viviane Forest     |
| Bronze  | USA Alana Nichols   | CAN Karolina Wisniewska  | USA Danelle Umstead    |

## Agenda
| Dia         | Horário (UTC-8) | Categoria           | Fase    |
| ----------- | --------------- | ------------------- | ------- |
| 20 de março | 11:01           | Deficientes visuais | Super-G |
| 20 de março | 11:21           | Atletas em pé       | Super-G |
| 20 de março | 11:41           | Atletas sentadas    | Super-G |
| 20 de março | 15:00           | Deficientes visuais | Slalom  |
| 20 de março | 15:21           | Atletas em pé       | Slalom  |
| 20 de março | 15:41           | Atletas sentadas    | Slalom  |

## Resultados

### Atletas sentadas
| Pos.              | N° | Atleta                 | Super-G | Pos. | Slalom  | Pos. | Total   | Diferença |
| ----------------- | -- | ---------------------- | ------- | ---- | ------- | ---- | ------- | --------- |
| Medalha de ouro   | 3  | USA Stephani Victor    | 1:38.46 | 1    | 1:02.25 | 1    | 2:40.71 |           |
| Medalha de prata  | 2  | AUT Claudia Loesch     | 1:41.94 | 3    | 1:02.34 | 2    | 2:44.28 | +3.57     |
| Medalha de bronze | 1  | USA Alana Nichols      | 1:40.58 | 2    | 1:06.96 | 5    | 2:47.54 | +6.83     |
| 4                 | 7  | GER Anna Schaffelhuber | 1:46.26 | 4    | 1:06.58 | 4    | 2:52.84 | +12.13    |
| 5                 | 6  | USA Laurie Stephens    | 1:46.79 | 5    | 1:06.22 | 3    | 2:53.01 | +12.30    |
|                   | 8  | ITA Daila Dameno       | 2:17.85 | 6    | DSQ     | -    | -       | -         |
|                   | 5  | JPN Tatsuko Aoki       | DNF     | -    | -       | -    | -       | -         |
|                   | 4  | JPN Kuniko Obinata     | DNS     | -    | -       | -    | -       | -         |

### Atletas em pé
| Pos.              | N° | Atleta                   | Super-G | Pos. | Slalom  | Pos. | Total   | Diferença |
| ----------------- | -- | ------------------------ | ------- | ---- | ------- | ---- | ------- | --------- |
| Medalha de ouro   | 7  | CAN Lauren Woolstencroft | 1:26.84 | 1    | 55.83   | 1    | 2:22.67 |           |
| Medalha de prata  | 3  | FRA Solene Jambaque      | 1:33.51 | 2    | 1:01.31 | 6    | 2:34.82 | +12.15    |
| Medalha de bronze | 6  | CAN Karolina Wisniewska  | 1:35.21 | 3    | 1:00.26 | 5    | 2:35.47 | +12.80    |
| 4                 | 2  | FRA Marie Bochet         | 1:37.29 | 7    | 58.85   | 3    | 2:36.14 | +13.47    |
| 5                 | 9  | USA Allison Jones        | 1:38.07 | 8    | 58.66   | 2    | 2:36.73 | +14.06    |
| 6                 | 8  | SVK Petra Smarzova       | 1:35.46 | 6    | 1:01.91 | 7    | 2:37.37 | +14.70    |
| 7                 | 4  | ITA Melania Corradini    | 1:35.40 | 4    | 1:02.61 | 8    | 2:38.01 | +15.34    |
| 8                 | 10 | RUS Inga Medvedeva       | 1:39.71 | 9    | 1:00.24 | 4    | 2:39.95 | +17.28    |
| 9                 | 13 | FIN Katja Saarinen       | 1:42.55 | 10   | 1:02.86 | 9    | 2:45.41 | +22.74    |
| 10                | 12 | CAN Melanie Schwartz     | 1:46.26 | 11   | 1:08.25 | 10   | 2:54.51 | +31.84    |
|                   | 1  | SVK Iveta Chlebakova     | 1:35.40 | 4    | DSQ     | -    | -       | -         |
|                   | 11 | AUT Marina Perterer      | DNS     | -    | -       | -    | -       | -         |
|                   | 5  | GER Andrea Rothfuß       | DNF     | -    | -       | -    | -       | -         |

### Deficientes visuais
| Pos.              | N° | Atleta                  | Super-G | Pos. | Slalom  | Pos. | Total   | Diferença |
| ----------------- | -- | ----------------------- | ------- | ---- | ------- | ---- | ------- | --------- |
| Medalha de ouro   | 1  | SVK Henrieta Farkasova  | 1:35.26 | 1    | 59.35   | 1    | 2:34.61 |           |
| Medalha de prata  | 7  | CAN Viviane Forest      | 1:35.97 | 2    | 59.97   | 2    | 2:35.94 | +1.33     |
| Medalha de bronze | 4  | USA Danelle Umstead     | 1:41.70 | 3    | 1:07.05 | 6    | 2:48.75 | +14.14    |
| 4                 | 5  | ESP Anna Cohi Fornell   | 1:50.51 | 5    | 1:01.34 | 3    | 2:51.85 | +17.24    |
| 5                 | 3  | BEL Natasha de Troyer   | 1:48.87 | 4    | 1:04.58 | 5    | 2:53.45 | +18.84    |
| 6                 | 10 | USA Caitlin Sarubbi     | 1:57.53 | 6    | 1:04.49 | 4    | 3:02.02 | +27.41    |
|                   | 2  | RUS Alexandra Frantseva | DNS     | -    | -       | -    | -       | -         |
|                   | 6  | AUT Sabine Gasteiger    | DNS     | -    | -       | -    | -       | -         |
|                   | 8  | CZE Anna Kuliskova      | DNF     | -    | -       | -    | -       | -         |
|                   | 9  | AUS Melissa Perrine     | DNF     | -    | -       | -    | -       | -         |

## Legenda
| Q   | Classificado (Qualified)       |
| DNS | Não largou (Did not start)     |
| DNF | Não terminou (Did not finish)  |
| DSQ | Desclassificado (Disqualified) |